# Lasiokapala serrata
Lasiokapala serrata is een vliesvleugelig insect uit de familie Eucharitidae. De wetenschappelijke naam is voor het eerst geldig gepubliceerd in 1904 door Ashmead.